# Никулино (сельское поселение Рыболовское)
Нику́лино — деревня в Раменском муниципальном районе Московской области. Входит в состав сельского поселения Рыболовское. Население — 283 чел. (2010).

## Название
В 1577 году упоминается как Микулино, с 1852 года — Никулино. Название связано с Никула, разговорной формой личного календарного имени Николай.

## География
Деревня Никулино расположена в южной части Раменского района, примерно в 17 км к юго-востоку от города Раменское. Высота над уровнем моря 115 м. В 1,5 км к югу от деревни протекает река Москва. Ближайшие населённые пункты — деревни Слободка и Фомино.

## История
В 1926 году деревня входила в состав Никулинского сельсовета Михалевской волости Бронницкого уезда Московской губернии.
С 1929 года — населённый пункт в составе Бронницкого района Коломенского округа Московской области. 3 июня 1959 года Бронницкий район был упразднён, деревня передана в Люберецкий район. С 1960 года в составе Раменского района.
До муниципальной реформы 2006 года деревня входила в состав Рыболовского сельского округа Раменского района.

## Население
| 2002 | 2010 |
| ---- | ---- |
| 310  | ↘283 |

По переписи 2002 года в деревне проживало 310 человек (135 мужчин, 175 женщин).